# Philipp Kobusch
Philipp Kobusch (* 25. August 1980 in Tübingen) ist ein deutscher Klassischer Archäologe.
Philipp Kobusch, Sohn des Philosophen Theo Kobusch, legte 2000 in Bochum das Abitur ab und studierte anschließend Klassische Archäologie und Geschichte an der Universität Gießen, wo er 2006 den Magisterabschluss erwarb. Es schloss sich ein von der Studienstiftung des Deutschen Volkes gefördertes Promotionsstudium an, und 2011 wurde Kobusch in Gießen bei Wolfram Martini mit der Dissertation Die römischen Grabbauten auf der Iberischen Halbinsel: Zur kulturellen Beeinflussung der Sepulkralarchitektur promoviert. Anschließend erhielt er das Reisestipendium des Deutschen Archäologischen Instituts und von 2012 bis 2019 war er wissenschaftlicher Mitarbeiter von Annette Haug an der Universität Kiel. 2018/19 weilte er als DFG-Forschungsstipendiat an der University of Cambridge. 2020 habilitierte sich Kobusch in Kiel mit der Studie Der Innenraum hellenistischer Tempel: Ein Ort rituellen und sozialen Handelns.
Von 2022 bis 2024 war er wissenschaftlicher Mitarbeiter im Kieler Exzellenzcluster ROOTS, unterbrochen von Lehrstuhlvertretungen in Heidelberg und Köln. Zum Wintersemester 2024/25 wurde Kobusch auf eine W2-Professur für Klassische Archäologie an der Universität Würzburg berufen, wechselte aber bereits zum August 2025 auf die W3-Professur für Klassische Archäologie an der Universität Rostock.

## Schriften (Auswahl)
- Die Grabbauten im römischen Hispanien. Zur kulturellen Prägung der Sepulkralarchitektur. Rahden/Westf. 2014.
- Der Innenraum hellenistischer Tempel. Ein Ort rituellen und sozialen Handelns. Wiesbaden 2022.
- mit Annette Haug (Hrsg.):  Urban Design. Städte in Vergangenheit, Gegenwart und Zukunft (= Roots Booklet Series 3). Leiden 2023.